# Prince Vaillant (film, 1997)
Pour les articles homonymes, voir Prince Vaillant.
Pour plus de détails, voir Fiche technique et Distribution.
Prince Vaillant (Prince Valiant) est un film inspiré de la bande dessinée éponyme, réalisé par Anthony Hickox, sorti en 1997.

## Synopsis
Alors que le roi Arthur s'apprête à affronter les Écossais qu'il soupçonne d'avoir volé l'épée Excalibur, l'écuyer Vaillant, se faisant passer pour son maître Gauvain, est chargé d'escorter dame Ilène jusqu'au royaume de son père...

## Fiche technique
- Titre : Prince Vaillant
- Titre original : Prince Valiant
- Réalisation : Anthony Hickox
- Scénario : Michael Frost Beckner d'après la B.D. de Harold Foster
- Musique : David Bergeaud
- Format : Couleurs
- Genre : Aventure
- Pays :  Irlande,  Royaume-Uni,  Allemagne
- Durée : 91 minutes
- Dates de sortie :
  -  Allemagne : 24 juillet 1997
  -  France : 6 août 1997
  -  Royaume-Uni : 19 décembre 1997

## Distribution
- Stephen Moyer (VF : Patrick Mancini) : Prince Vaillant
- Katherine Heigl : Ilene
- Thomas Kretschmann (VF : Philippe Vincent) : Thagnar
- Edward Fox : le roi Arthur
- Udo Kier (VF : Joël Zaffarano) : Sligon
- Joanna Lumley : la fée Morgane
- Warwick Davis : Pechet
- Ron Perlman (VF : Sylvain Lemarié) : Boltar
- Gavan O'Herlihy (VF : Bruno Devoldère) : le roi Thane
- Anthony Hickox : Prince Gauvain

 Source et légende : version française (VF) sur RS Doublage